# Confederación Hidrográfica del Pirineo Oriental
La Confederación Hidrográfica del Pirineo Oriental fue un organismo español que regulaba las acciones cometidas en las redes hidrológicas del nordeste de la península ibérica. Fue creado por Real Decreto-ley el 15 de marzo de 1929 con el nombre de Confederación Sindical Hidrográfica del Pirineo Oriental,   siendo el quinto organismo de este tipo creado en España con el objetivo de integrar en una misma estructura todas las actividades que confluyen en la administración del agua tras la creación de las confederaciones del Ebro y el Segura en 1926 y las del Duero y el Guadalquivir en 1927.
La extensión total que abarcaba era de 16.517 km². 
A raíz de la descentralización de la administración española comenzada a partir de los años 1970, fue disuelto tras la aprobación en el Parlamento de Cataluña de una ley reguladora de la administración hidráulica de Cataluña en 1987 y la creación posterior de la demarcación hidrográfica de las cuencas internas de Cataluña.